# An Education
An Education (bra: Educação; prt: Uma Outra Educação) é um filme britânico de 2009 do gênero drama baseado em um livro de memórias autobiográficas de mesmo título escrito pela jornalista britânica Lynn Barber. Dirigido por Lone Scherfig, o filme é estreado por Carey Mulligan e Peter Sarsgaard.
Sua première ocorreu no 2009 Sundance Film Festival, sendo rapidamente aclamado pela crítica, sendo lançado oficialmente em 30 de outubro de 2009. Em 2 de fevereiro de 2010, foi anunciado que o filme recebeu três indicações ao Oscar nas categorias de Melhor Filme, Melhor Atriz (Carey Mulligan) e Melhor Roteiro Adaptado.

## Sinopse
Jenny Millar é uma garota de 16 anos que vive com a família no subúrbio de Londres, em 1961. Inteligente e bela, sofre com o tédio de seus dias de adolescente e aguarda impacientemente a chegada da vida adulta. Seus pais alimentam o sonho de que ela vá estudar na Universidade de Oxford, mas a moça se vê atraída por um outro tipo de vida. Quando conhece David Goldman, um homem charmoso e cosmopolita de trinta anos, vê um mundo novo se abrir diante de si. Ele a leva a concertos de música clássica, a leilões de arte, e a faz descobrir o glamour da noite, deixando-a diante de um dilema entre a educação formal e o aprendizado da vida.

## Elenco
- Carey Mulligan como Jenny Millar
- Peter Sarsgaard como David Goldman
- Dominic Cooper como Danny
- Rosamund Pike como Helen
- Emma Thompson como Miss Walters
- Olivia Williams como Miss Stubbs
- Alfred Molina como Jack Millar
- Cara Seymour como Marjorie Millar
- Sally Hawkins como Sarah Goldman
- Matthew Beard como Graham
- Ellie Kendrick como Tina

## Recepção
No site agregador de críticas Rotten Tomatoes, 94% das 180 resenhas dos críticos são positivas.
O consenso diz: "Embora a última parte do filme pode não agradar a todos (...) é um encantador conto de amadurecimento alimentado pela força do desempenho de destaque da recém-chegada Carey Mulligan".